# Shiogama
Shiogama (en japonès 塩竈市) és una ciutat de la prefectura de Miyagi, Japó.
A 15 quilòmetres de la capital de la prefectura, Sendai, la ciutat fou fundada el 1889 com a poble, i declarada ciutat el 1941. És un dels municipis amb més densitat de població de tota la regió de Tōhoku. És una de les ciutats més exportadores de tonyina en tot el Japó, i és també famosa pel seu sushi.
El popular actor i seiyū Kōichi Yamadera nasqué a Shiogama.